# Дендробиум повислый
Дендробиум повислый (лат. Dendrobium pendulum) — вид многолетних трявянистых растений семейства Орхидные, или Ятрышниковые (Orchidaceae).
Китайское название: 肿节石斛 (zhong jie shi hu).

## Ареал, экологические особенности
Китай (юг Юньнань), северо-восток Индии, Лаос, Мьянма, северный Таиланд, Вьетнам.
Эпифит на стволах деревьев в светлых лесах на высотах 760—1600 метров над уровнем моря.
Относится к числу охраняемых видов (II приложение CITES).

## Биологическое описание
Симподиальные вечнозелёные или листопадные растения средних размеров.
Псевдобульбы длиной 22—40 см, 1—1,6 см в диаметре, цилиндрические, толстые, неразветвлённые, чётковидные со многими вздутыми узлами, светло-жёлтые с серым оттенком. Междоузлия 2—2,5 см.
Листья продолговатые, 9—12 × 1,7—2,7 см, кожистые, на конце заострённые.
Соцветия располагаются, как правило в верхней части псевдобульб, 1—3-цветковые. Цветоножки желтовато-зелёные, завязь бледно-пурпурно-красная, 3—4 см. Цветки ароматные, крупные, восковой структуры. Чашелистики и лепестки белые, на концах пурпурно-красные. Губа почти округлая, около 25 мм, белая, золотисто-жёлтая от середины к основанию, в верхней части пурпурно-красная. Парус продолговатый, примерно 30 × 10 мм, с 5 жилками, на конце заострённый, боковые чашелистики аналогичных по размеру и форме, с 5 жилками. Лепестки около 30 × 15 мм, с 6 жилками первого порядка. Колонка около 4 мм.

## В культуре
Температурная группа — тёплая.
Посадка на блок при наличии высокой относительной влажности воздуха и ежедневного полива, а также в горшок или корзинку для эпифитов. Субстрат не должен препятствовать движению воздуха. Состав субстрата — сосновая кора средней и крупной фракции. Полив по мере просыхания субстрата.
Во время вегетации полив обильный. Период покоя с осени по весну. В это время сокращают полив и снижают температуру воздуха.
Освещение: яркое рассеянное (около 50% прямого солнечного света).